# Elisices
Los Elisices o elísicos eran un  pueblo prerromano situados al norte de los Pirineos, en la zona del Rosellón y Narbona.

## Identificación
Formaban un grupo en la región de Narbona, con capital en Neronken, y su identificación étnica está entre ligures iberizados o íberos.
Otros poblamientos serían Biurbi y Ensérune. Fueron aniquilados por las invasiones galas de los volcos arecomicos (longostaletas), bajo los que se acuñó moneda con escritura ibérica.
En el siglo V a. C. en la guerra de los íberos contra los ligures. Los iberos se instalan entre el Garona y los Pirineos. En el 480 mercenarios elisices actúan como mercenarios para los cartagineses en Sicilia.
En el siglo IV a. C. Los ligures recuperan el terreno perdido, si bien los elisices se mantendrán como una etnia fuertemente iberizada.
En el III a. C. con la invasión gala de los volcos arecomicos (longostaletas). Destrucción de Neronken, Ensérune y los otros oppida.
Se conocen varias cecas: 
- BIRIKANTIN (no localizada). Acuñó solamente ases. En tierras del Rosellón (Francia) territorio de la tribu de los Elisices, sin localizar (al norte de Gerona).
- BIURBI (Perpiñán, Francia): En tierras del Rosellón (Francia) territorio de la tribu de los Elisices, se identifica con Perpiñán. Acuñó ases bilingües en ibérico (Biurbi) y griego (Longostaleton, referente al nombre de la etnia gala).
- KURUKUATIN: En tierras del Rosellón (Francia) territorio de la tribu de los Elisices, sin localizar (al Norte de Gerona). KURUKURUATIN (no localizada). Su emisión consistió en ases y semises, a finales del siglo II a. C.
- NERONKEN (Narbona, Francia). En tierras del Rosellón (Francia) territorio de la tribu de los Elisices, identificada con Narbona. Fue el centro de emisión más importante. Acuñó ases y semises, de finales del siglo II hasta el I a. C.
- SELONKEN (no localizada). En tierras del Rosellón (Francia) territorio de la tribu de los Elisices, sin localizar (al norte de Gerona). Batió solamente ases.

## Origen
La poca información que existe sobre la evolución del poblamiento étnico del sur de Francia se reduce a lo escrito por Henri Hubert, en Los orígenes de los celtas, refiriéndose a los ligures.
La evolución del poblamiento étnico en el sur de Francia ha sido, de manera esquemática la siguiente:
1. Cultura de los campos de urnas: Según parece hubo un tipo local especial en el sur de Francia.

1. Iberización: del s. VI a. C. en adelante, llegando el proceso desde la península ibérica hasta el Ródano, quedando el este del Ródano al margen.

1. Invasiones celtas. Hacia finales del s. III a. C. Los volcos que conquistaron el sudeste francés se dividieron en dos tribus: arecomicos y tectosages, estos últimos con capital en Tolosa, por lo que se llaman también tolosates.

Esas etnias se constituyeron (etnogénesis) en la época de la iberización, a partir de un fondo étnico consistente en otras etnias (de otros nombres), cuya cultura era la de los campos de urnas. Los ligures serían los continuadores más directos de esa gente, y se habrían mantenido al margen del proceso de iberización, al este del Ródano.
Los iberos del Languedoc luego sufrieron la conquista gala, (con galificación cultural y social), y después la romana.